# Kanton Lezay
Der Kanton Lezay war bis 2015 ein französischer Wahlkreis im Arrondissement Niort, im Département Deux-Sèvres und in der Region Poitou-Charentes; sein Hauptort war Lezay. Vertreter im Generalrat des Départements war zuletzt von 2004 bis 2015 Jean-Claude Mazin (PS).
Der zehn Gemeinden umfassende Kanton hatte 5724 Einwohner (Stand: 19999).

## Gemeinden
| Gemeinde      | Einwohner Jahr | Fläche km² | Bevölkerungsdichte | Code INSEE | Postleitzahl |
| ------------- | -------------- | ---------- | ------------------ | ---------- | ------------ |
| Chenay        | 502 (2013)     | 21,7       | 23 Einw./km²       | 79084      | 79120        |
| Chey          | 606 (2013)     | 22         | 27 Einw./km²       | 79087      | 79120        |
| Lezay         | 2.075 (2013)   | 45,63      | 45 Einw./km²       | 79148      | 79120        |
| Messé         | 189 (2013)     | 12,31      | 15 Einw./km²       | 79177      | 79120        |
| Rom           | 919 (2013)     | 52,38      | 18 Einw./km²       | 79230      | 79120        |
| Saint-Coutant | 285 (2013)     | 11,94      | 24 Einw./km²       | 79243      | 79120        |
| Sainte-Soline | 344 (2013)     | 25,65      | 13 Einw./km²       | 79297      | 79120        |
| Sepvret       | 602 (2013)     | 17,01      | 35 Einw./km²       | 79313      | 79120        |
| Vançais       | 255 (2013)     | 16,99      | 15 Einw./km²       | 79336      | 79120        |
| Vanzay        | 201 (2013)     | 11,4       | 18 Einw./km²       | 79338      | 79120        |